# Преди да падне завесата (разказ)
„Преди да падне завесата“ (на английски: His Last Bow) е разказ на писателя Артър Конан Дойл за известния детектив Шерлок Холмс. Публикуван е за пръв път в списание „Колиър“ на 22 септември 1917 г. с 4 илюстрации от Фредерик Дор Стийл, и в списание „Странд“ с 3 илюстрации от Алфред Гилбърт. Включен е в сборника „Преди да падне завесата“, публикуван през 1917 година.

## Сюжет
Внимание:  Текстът по-долу разкрива сюжета на произведението (или части от него)!
През август 1914 година светът е в навечерието на Първата световна война. В дома си, на брега на Англия, един от най-добрите немски шпиони – фон Борк, приема барон Фон Херлинг, първи секретар на посолството на Германската империя в Обединеното кралство. По време на разговора, в който се обсъждат перспективите за бъдеща война, Фон Борк гордо показва на фон Херлинг сейф, пълен с тайни документи за британската армия и флота. Според фон Борк, един от най-добрите агенти, които са изнесли голямата част от тези безценни документи, е Алтамон – американец от ирландски произход, който мрази Англия и затова помага на немския шпионин.
Известно време след заминаването на Фон Херлинг, при Фон Борк пристига Алтамон с кола, а в качеството на шофьор е „набит възрастен мъж със сиви мустаци“. Алтамон обсъжда с фон Борк своята бъдеща съдба, изказвайки опасения, че Фон Борк издава своите агенти, след като получи от тях нужната информация. Фон Борк успокоява Алтамон и го кани да отплава веднага за Ню Йорк, с транзит през Холандия. В замяна на донесените от него секретни документи Алтамон иска заплащане и фон Борк му написва чек. Когато обаче разопакова пакета с „тайни документи“, там се оказва „Практически наръчник по пчеларство“, а изненаданият германски шпионин веднага е хванат и упоен с хлороформ от Алтамон. „Алтамон“ и неговият „шофьор“ се оказват Шерлок Холмс и доктор Уотсън.
Докато разглеждат съдържанието на отворения сейф, Уотсън и Холмс обсъждат как се е стигнало до това развитие на нещата. Става ясно, че Холмс се е оттеглил от активна дейност и се е занимавал известно време с пчеларство, написвайки споменатия практически наръчник, но преди няколко години, по личната молба на британския министър-председател, е приел да проникне в шпионската мрежа на фон Борк. Преобразявайки се на американски ирландец мразещ Англия, Холмс е успял да спечели доверието на фон Борк, и е започнал да го снабдява с изкусна дезинформация, следил е другите му агенти и е съдействал да бъдат заловени. В самото навечерие на войната британското правителство решава да арестува фон Борк и Холмс го осъществява с помощта на верния си приятел, доктор Уотсън.

## Адаптации
През 1923 г. разказът е екранизиран във Великобритания в едноименния филм с участието на Ейли Норууд в ролята на Холмс и Хюбърт Уилис в ролята на Уотсън. 